# Basilica di Seckau

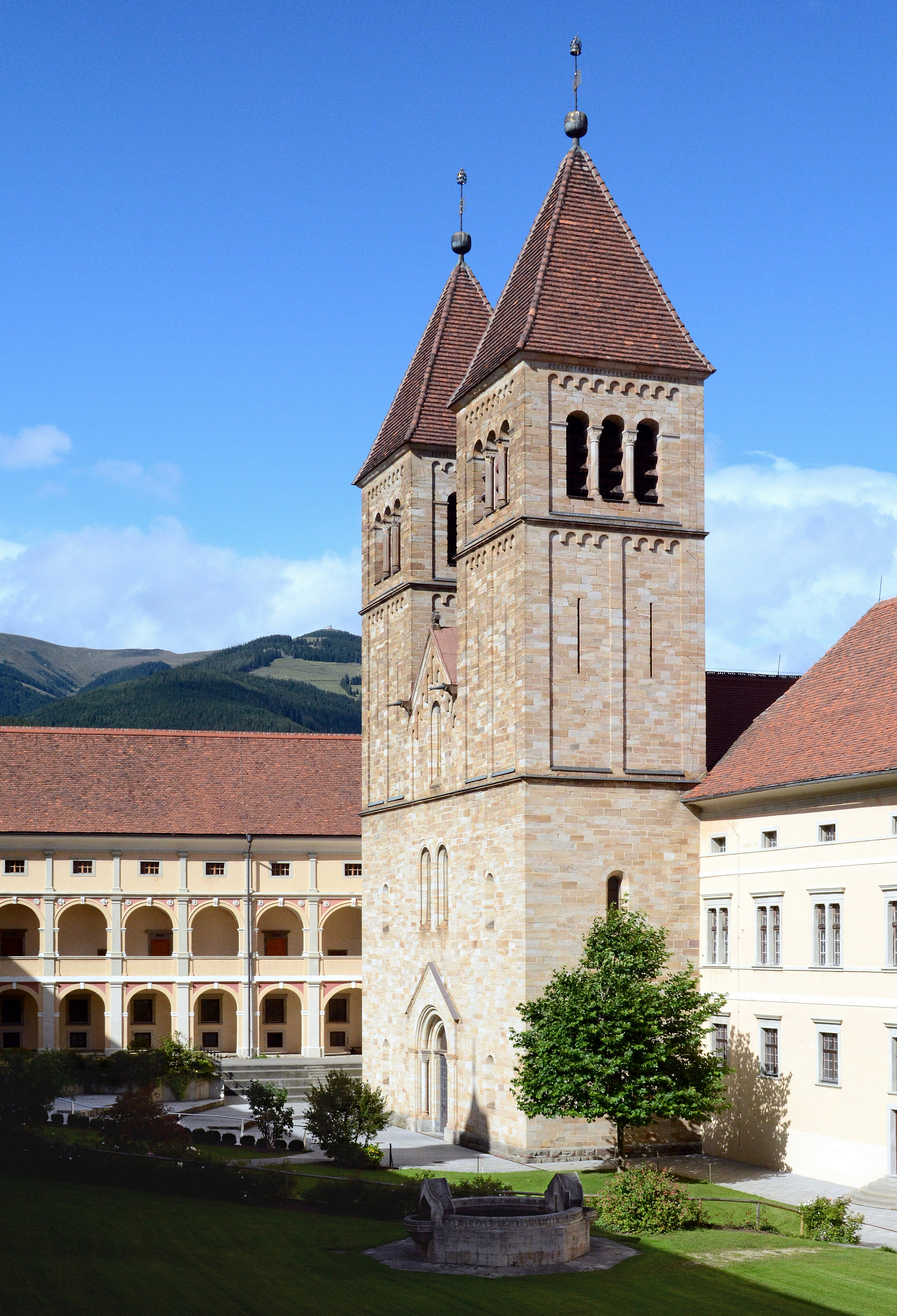
Esterno del chiostro dell'Abbazia e torri della Basilica di Seckau.

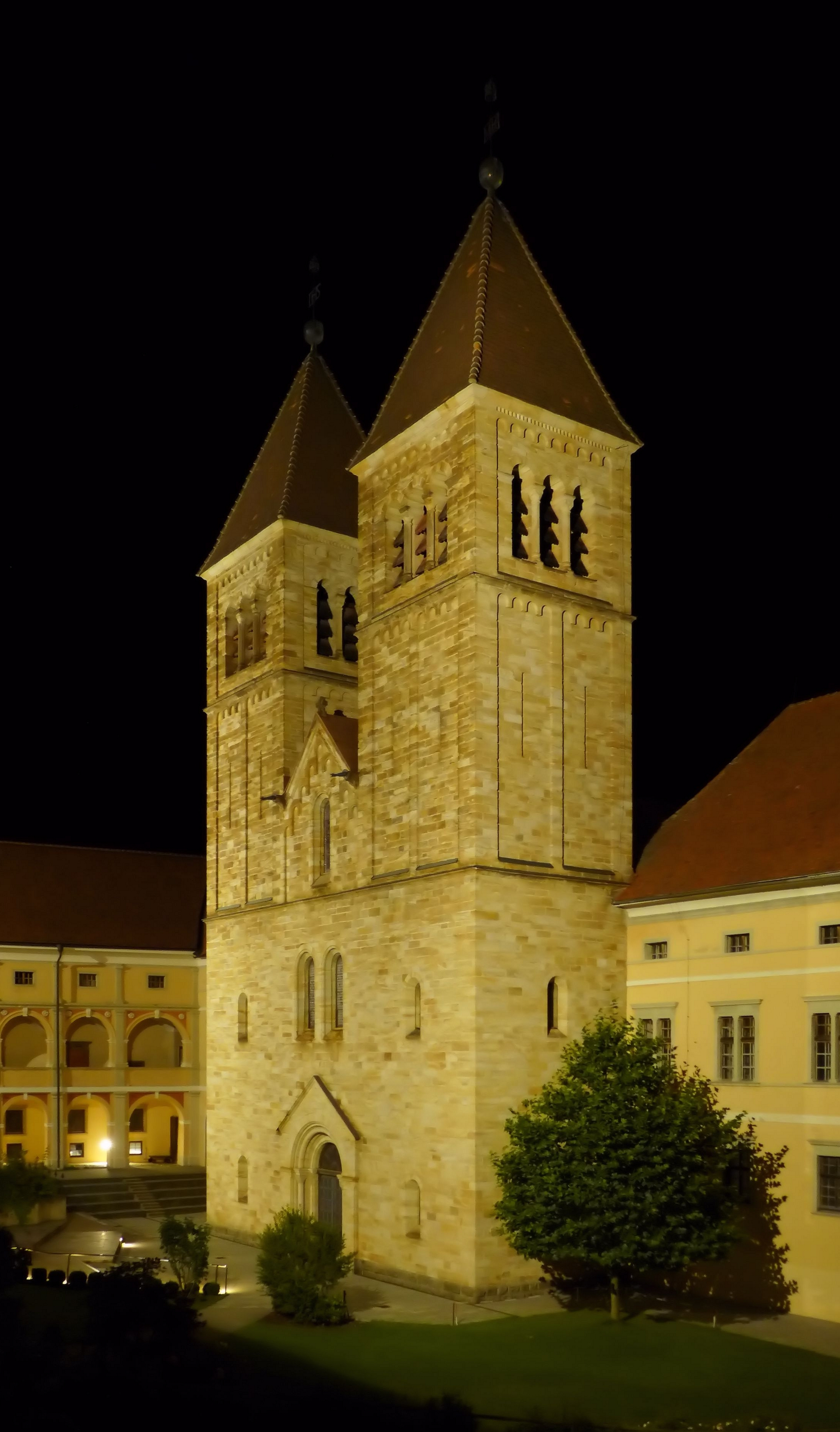
Torri della Basilica di notte.

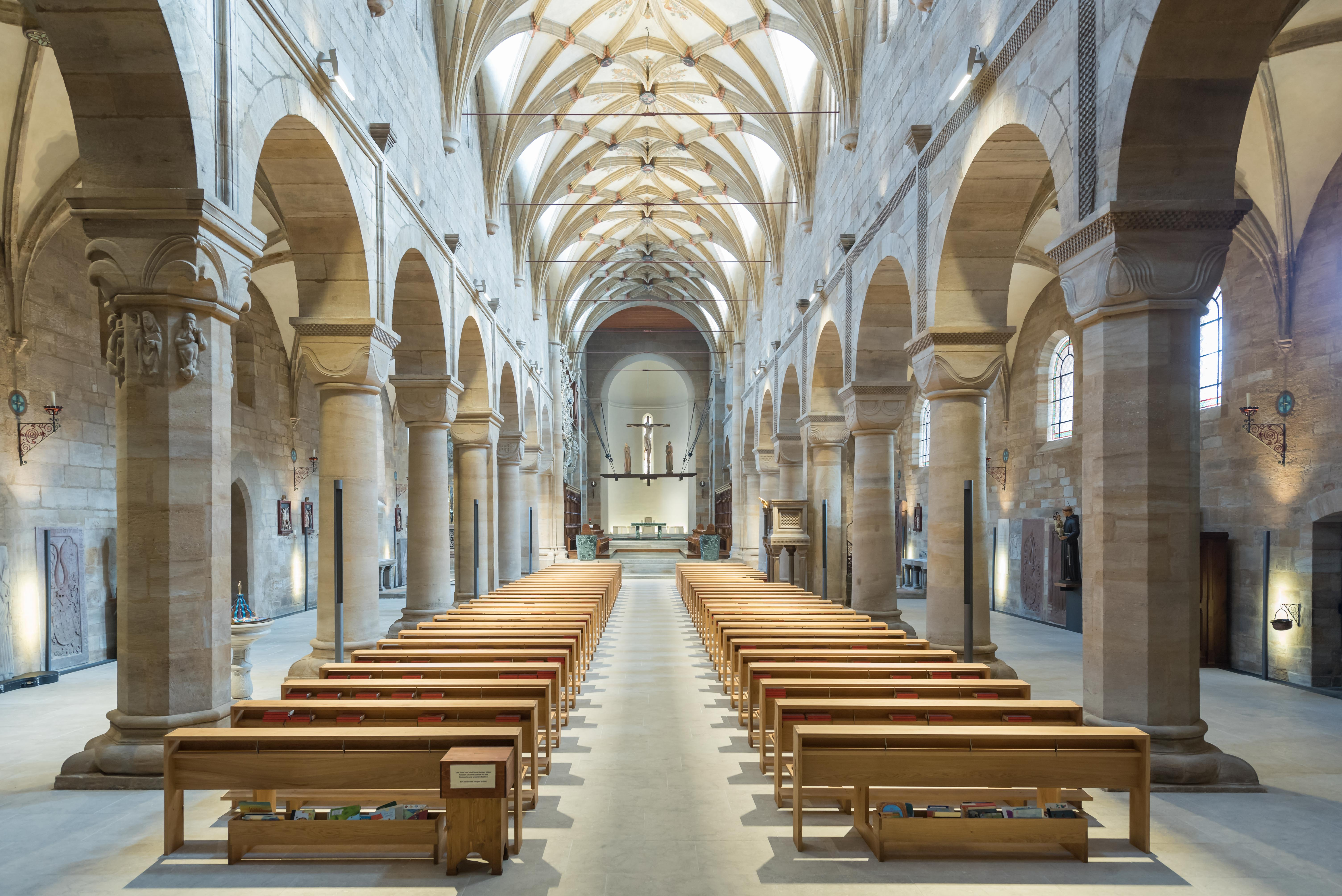
Basilica dell'Assunzione di Maria– Veduta dell'interno dopo la ristrutturazione del 2017.

La Basilica di Seckau (Basilica di Maria Assunta) è la chiesa abbaziale dell'Abbazia di Seckau e chiesa parrocchiale di Seckau del Decanato di Knittelfeld nella Stiria. Dalla fondazione della Basilica, Seckau è stata sede di diocesi suffraganea dell'arcidiocesi di Salisburgo, dal 1218 fino al trasferimento della sede episcopale a Graz nel 1782, la Basilica è stata chiesa cattedrale della Stiria.
Nel 1930 fu, dopo il Santuario di Mariazell (1907), la Basilica del Sacro Cuore di Hall in Tirol (1914) e la Chiesa di Santa Maria della Rotonda di Vienna (1927), la quarta chiesa in Austria e la seconda in Stiria a potersi fregiare del titolo di basilica minore.
La pianta della romanica chiesa, costruita in arenaria di Seckau, mostra un interno a tre navate con tre absidi a est.
Un romanico "gruppo della crocifissione" in legno si libra appeso con catene di ferro a una traversa sull'altar maggiore.
Il Mausoleo degli Asburgo, che si trova avanti nella navata sinistra è considerato il capolavoro del barocco primitivo della corte di Graz.
La cappella della Grazia racchiude l'immagine della Grazia di Seckau, la più antica immagine della Grazia in Austria, che risale al XIII secolo: secondo la leggenda il fondatore dell'opera di Seckau, Adalram di Waldeck, avrebbe trovato questo rilievo di giada su un albero e fatto erigere in quel luogo una chiesa. Presumibilmente questo rilievo in alabastro era stato prodotto in un laboratorio veneziano sul modello della Nikopoia.
Un completamento contemporaneo è la Engelkapelle (cappella dell'Angelo), nella quale Herbert Boeckl tra il 1952 e il 1960 nel suo Apocalisse di Seckau ha rappresentato con la tecnica dell'affresco temi dall'Apocalisse di Giovanni.

## Storia

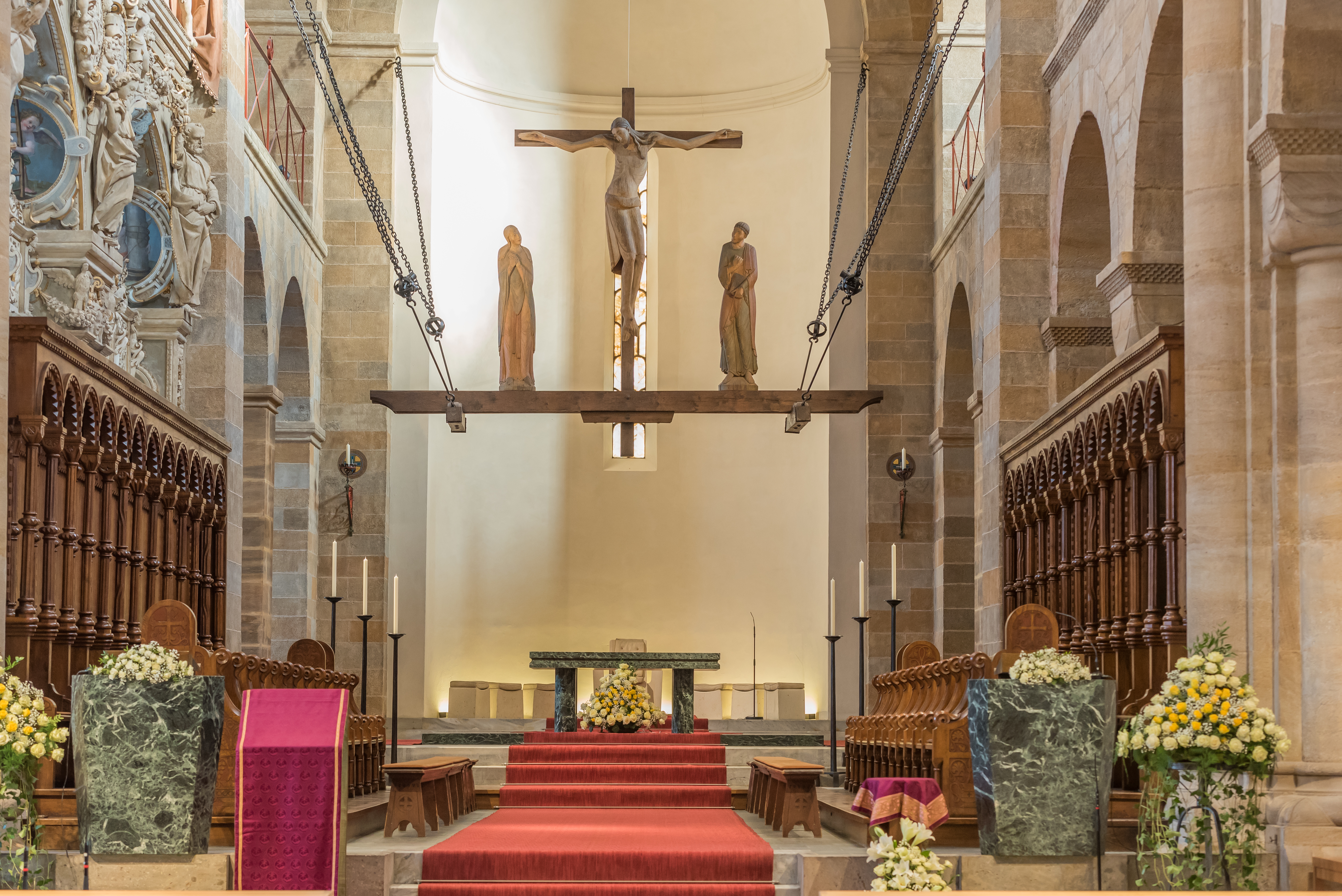
Interno della Basilica dopo il restauro del 2017: sguardo sulla zona dell'altare: Mausoleo degli Asburgo, stalli del coro e altar maggiore con gruppo romanico della Crocifissione

Il primo prevosto dell'Abbazia, Wernher di Galler, iniziò nel 1143, sotto l'influenza dell'arcivescovo Corrado I di Abensberg, con l'erezione di una basilica a tre navate, che fu terminata nel 1164 e consacrata il 16 settembre dello stesso anno dal vescovo Hartmann di Bressanone.

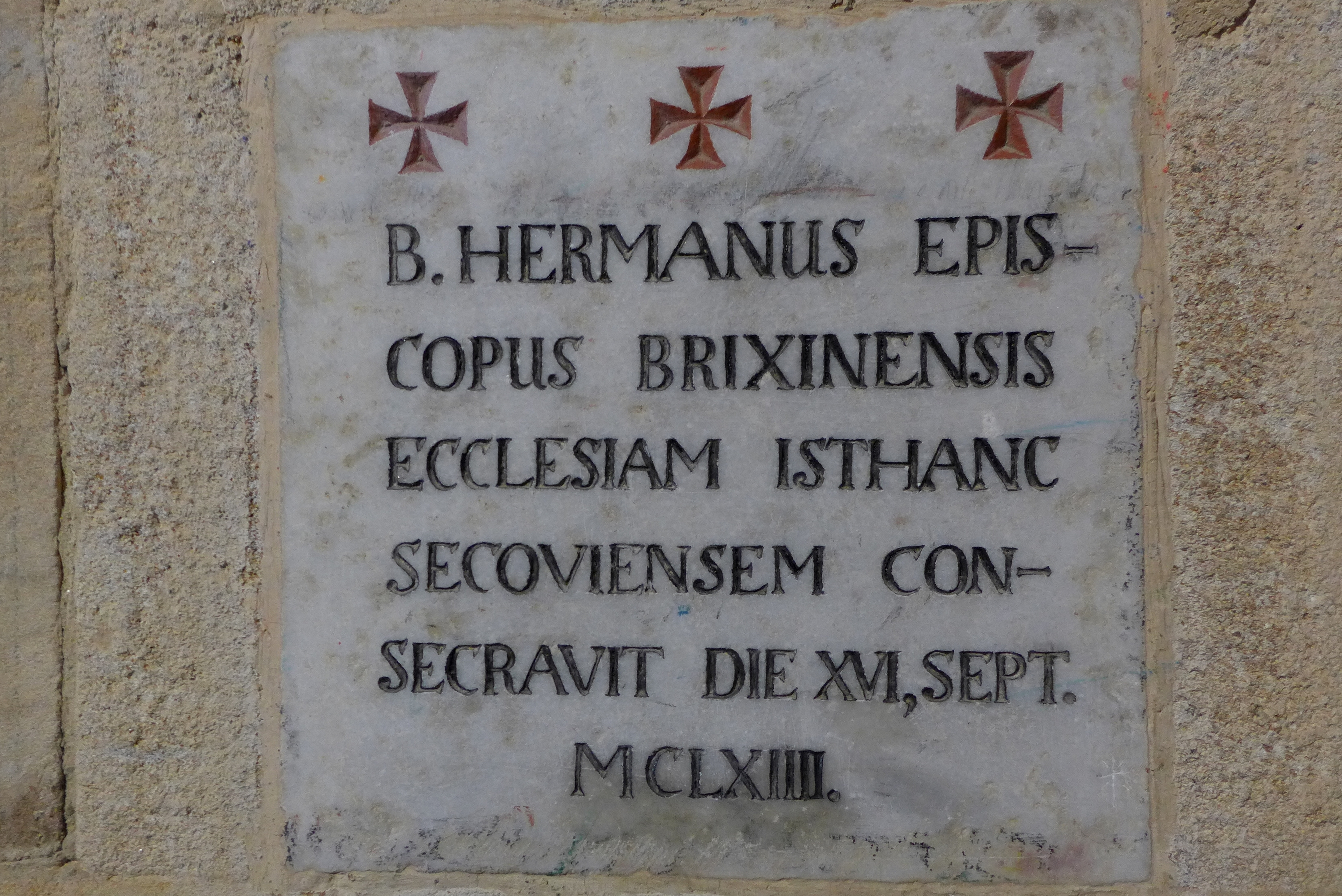
Targa commemorativa del primo barocco sull'inaugurazione della basilica (16 settembre 1164) nel portico (con il nome errato di Hermann invece di Hartmann di Brixen)

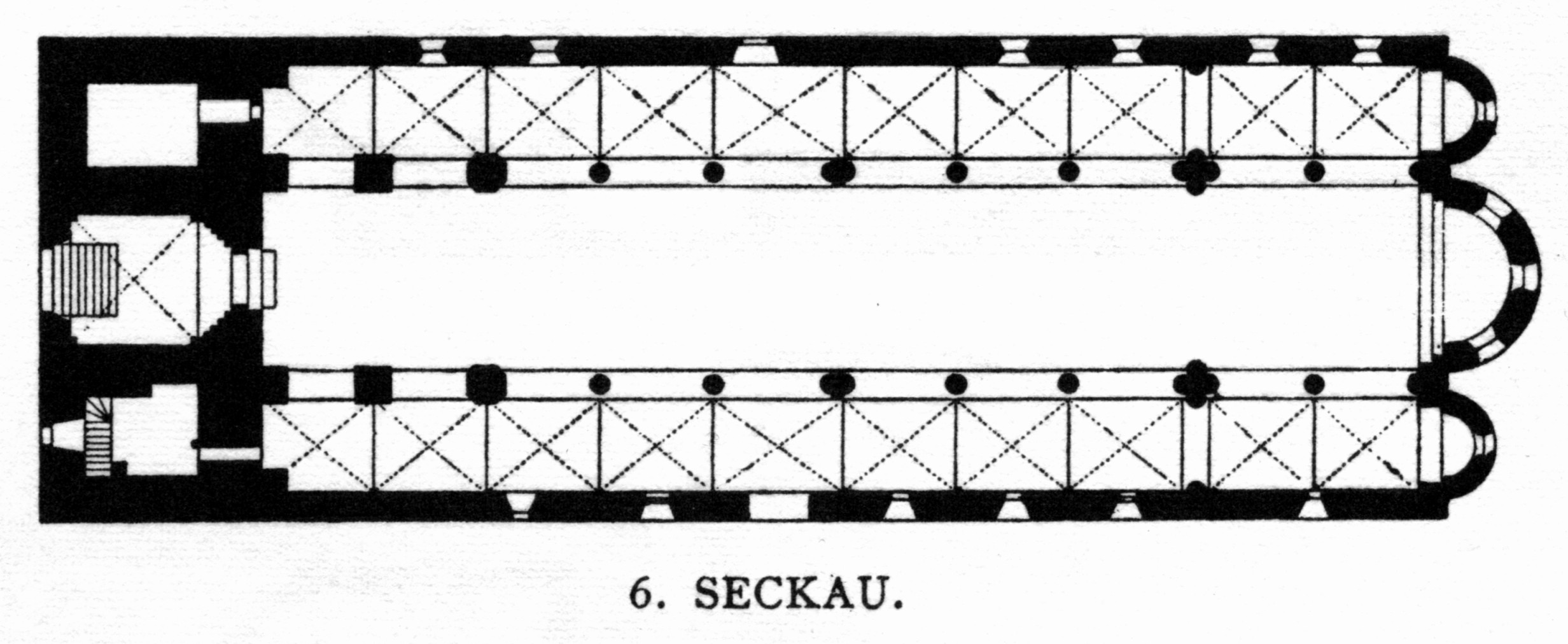
Pianta della Basilica 19. secolo, modificata con la ristrutturazione 1891–1893

Su iniziativa del papa Onorio III e dell'arcivescovo Eberardo II di Salisburgo fu istituita nel 1218 la diocesi di Seckau come suffraganea di quella di Salisburgo. La chiesa episcopale divenne anche cattedrale (fino a oggi perciò essa è detta "Duomo sui monti"). Con l'elevazione dell'originale istituzione del capitolo dei canonici di Seckau da parte dell'imperatore Giuseppe II la sede della diocesi fu spostata a Graz e la chiesa perse lo status di cattedrale. Nel 1930 la chiesa fu elevata dal papa al rango di Basilica minore.
L'attuale edificio sacro consiste in diverse parti. La torre sud originale, eretta nel XII secolo, era un po' più antica di quella nord, risalente al 1333.
Il porticato della basilica risale alla prima metà del XIII secolo. Nel XIV e XV secolo furono dotate di volta le navate laterali. La volta della navata centrale ad arco costale fu realizzata tre il 1480 e il 1500.
Tra il 1671 e il 1677 fu attuata in parte la trasformazione della basilica romanica in stile barocco. Essa fu realizzata dall'architetto Pietro Francesco Carlone. La basilica ebbe una facciata a torri barocca. L'altar maggiore e alcuni altari laterali videro la luce in quel periodo. Nel 1886 crollò la torre nord. Nello stesso anno la torre sud fu demolita, ma tra il 1891 e il 1893 le torri furono nuovamente erette e così pure la facciata ovest. Nello stesso periodo la basilica fu allungata, secondo i progetti del padre benedettino Pirmin Camani e sotto la direzione del capomastro viennese Friedrich von Schmidt.
Tra il 1884 e il 1900 ebbe luogo un restauro della parte interna e l'allontanamento del pulpito barocco occidentale e degli altari barocchi. Nel 1964 l'architetto Clemens Holzmeister rinnovò lo spazio degli altari.
Le ristrutturazioni neoromaniche del XIX secolo furono attuate in arenaria di Seckau, come il "nocciolo" romanico, o rivestite del medesimo materiale come la facciata con le torri.
Originariamente la basilica non aveva un transetto e assomigliava nella sua forma alla collegiata di San Pietro a Salisburgo.
L'estremità est era costituita da tre absidi, che con la ristrutturazione degli anni 1891 – 1893 furono spostate verso l'interno. Furono realizzati anche un'altra più grande e uno spazio per il coro. Durante la ristrutturazione fu realizzato un generoso spazio per i monaci. La basilica venne adibita a parrocchia e a chiesa abbaziale.
Nel 2017, in vista del giubileo diocesano, fu realizzata l'ultima ristrutturazione interna completa, per un costo di 2,3 milioni di Euro. Particolare attenzione meritano la salvaguardia e il lavaggio dello stile romanico, della tecnica, dei nuovi banchi, come la posa del nuovo pavimento. La prima domenica di Avvento del 2017 il vescovo diocesano Wilhelm Krautwaschl celebrò l'ottocentesimo giubileo annuale della diocesi di Graz-Seckau con la benedizione della basilica.

## Descrizione

### Esterno

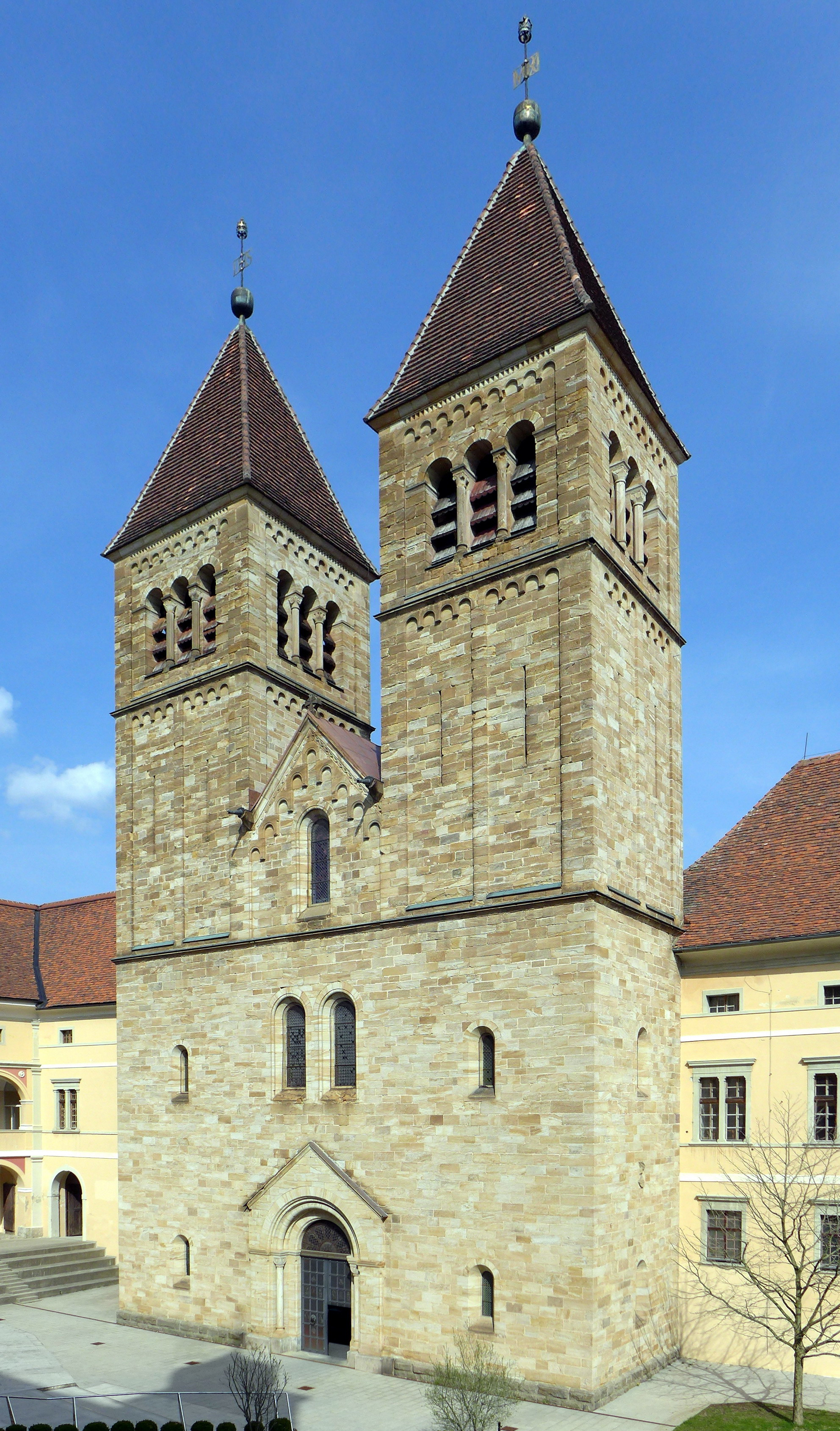
Torri neoromaniche della Basilica

La basilica ha una facciata neoromanica a due torri.
Il 26 maggio 1886 la torre nord, romanica in origine, ristrutturata barocca, crollò. La torre sud fu demolita tra il 17 novembre e il fine marzo 1887 a causa di crolli.
Tra il 1891 e il 1893 furono erette due torri neoromaniche con tetto a piramide (altezza: 47,5 metri) utilizzando i materiali delle torri crollate. Sulle torri fu posta una tiara pontificia e una corona imperiale. Le corone con il monogramma "Jesus" e "Maria" come le sommità delle torri provengono dalle torri barocche e furono realizzate da Matthias Schandernell. Tra le due torri fu risanato il portico, in gran parte originale. Fratel Bernward Schmid realizzò in metallo nel 1986 l'impressionante portale della chiesa che porta al portico e i cui battenti mostrano temi dal Nuovo e Antico Testamento. Una finestra ad arco a mezza altezza illumina il piccolo ingresso dotato di un fregio sovrastato da una banda dentellata.
L'originale interno del portale della chiesa è sovrastato da un timpano con la rappresentazione della madre di Gesù, Maria, e il Figlio (verso il 1260). Esso fu ivi posto nel 1964.
La facciata occidentale e le torri furono trasformate da Pietro Francesco Carlone nello stile barocco e tra il 1891 e il 1893 in stile neoromanico. Una ristrutturazione esterna di entrambe le torri ebbe luogo nell'estate del 2019.

### Interno
. 

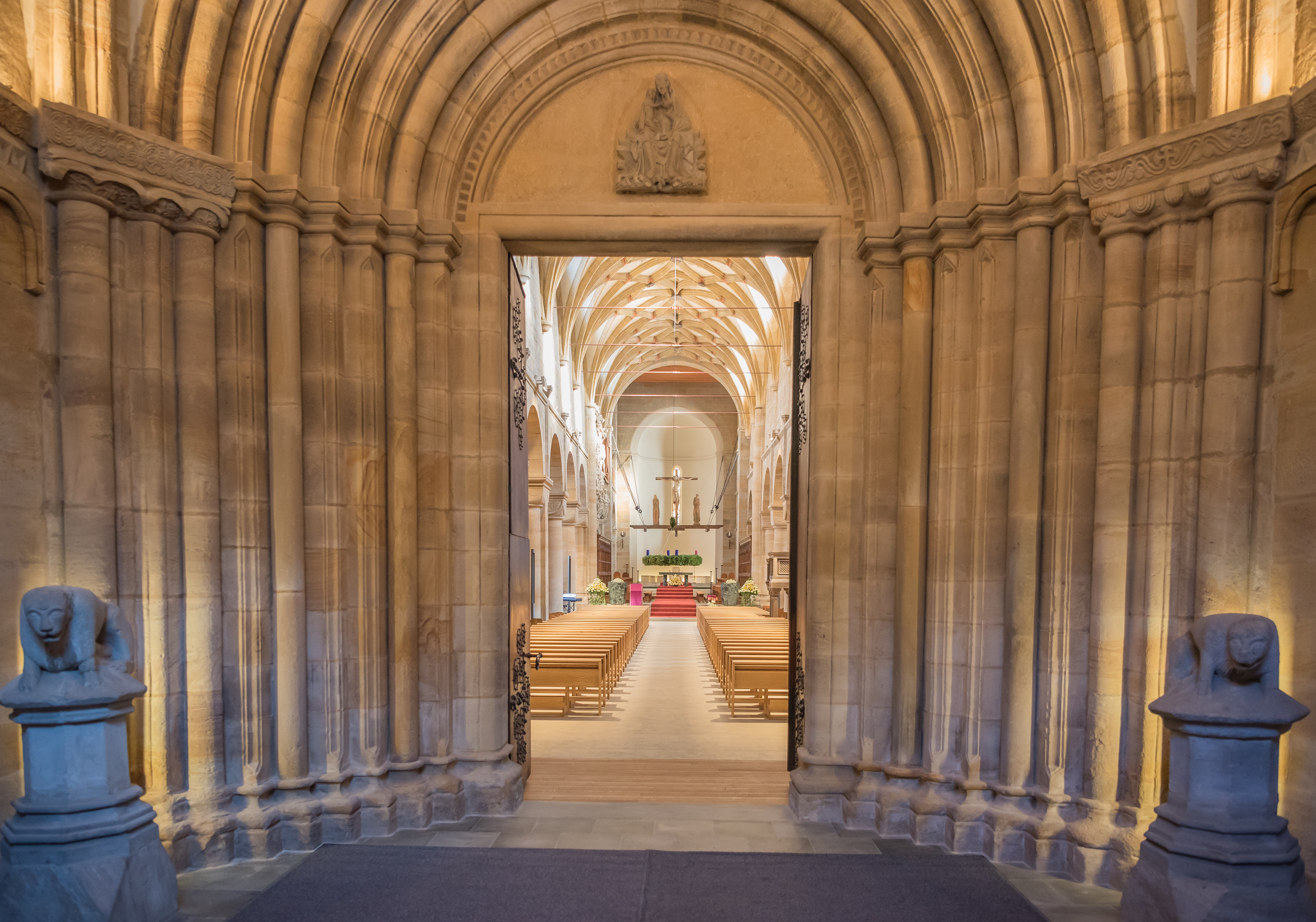
Portale romanico della basilica con nel timpano il rilievo La Madre di Dio con il Bambino

Gli originari soffitti in legno della navata centrale andarono distrutti in un incendio nel 1259. Le attuali volte delle navate laterali risalgono ai secoli XIV e XV, quella della navata centrale al periodo tra il 1480 e il 1500. Nel 1892 furono aggiunti nella parte orientale della chiesa due campate supplementari con un soffitto a cassettoni in legno.

#### Ingresso

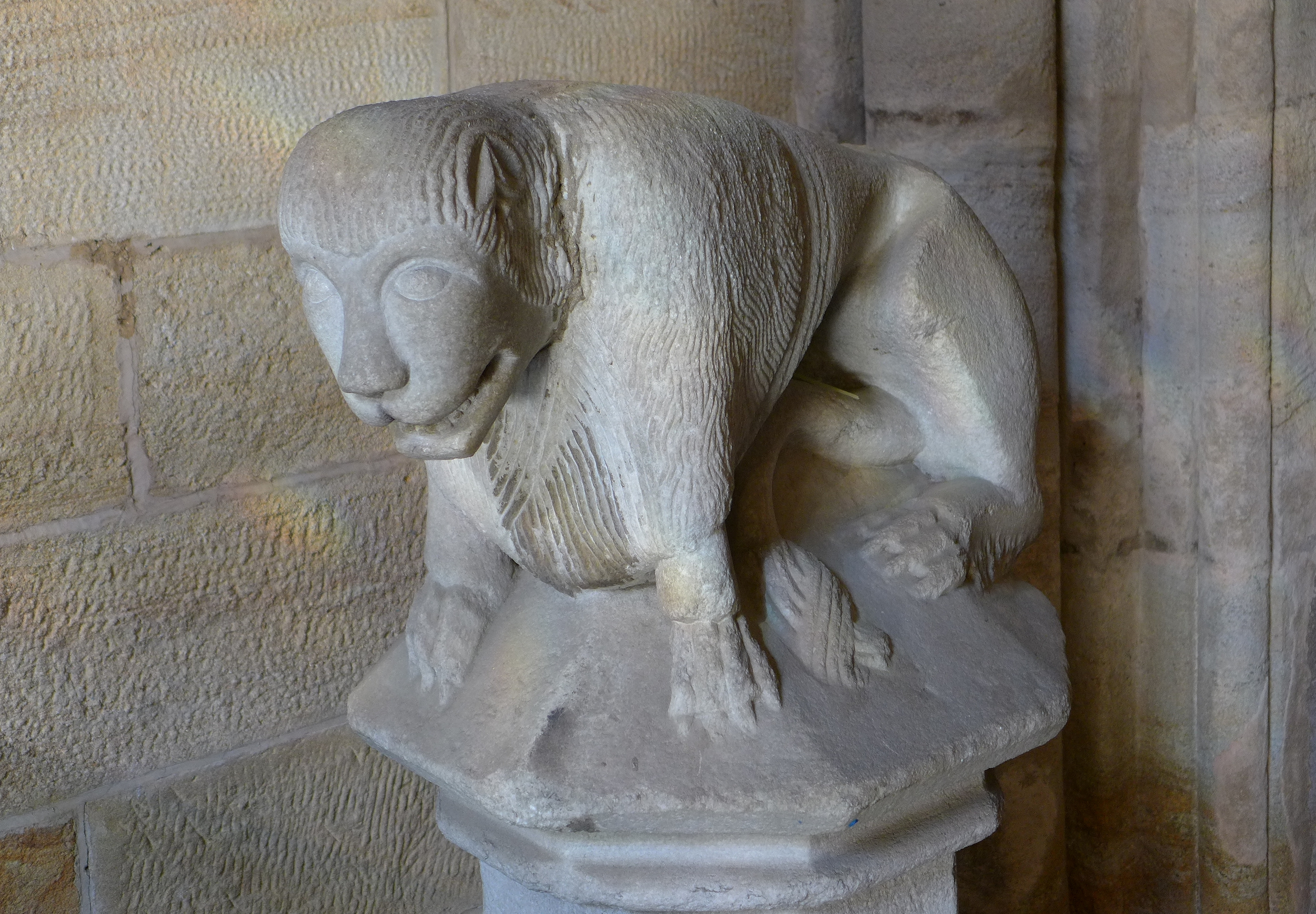
Leone romanico nell'ingresso

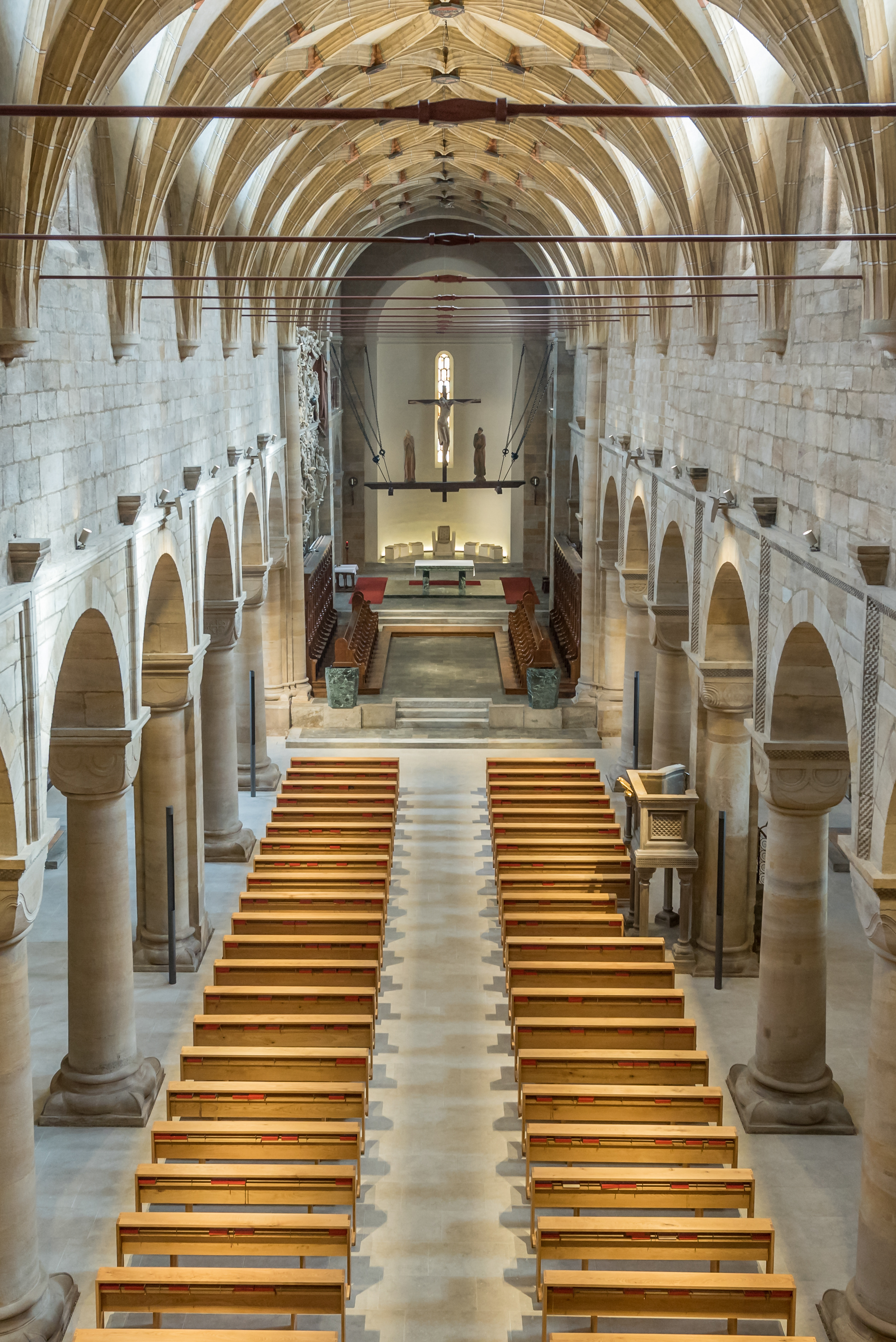
Navata centrale della basilica dopo il restauro del 2017, vista dall'organo

L'ingresso è uno spazio all'incirca quadrato risalente al XIII secolo con una volta a crociera. A sinistra e a destra del portale principale vi sono due leoni in calcare. Dal 1893 al 1964 erano posizionati allo zoccolo davanti alla scalinata. Per ripararli dalle intemperie furono spostati nell'ingresso nel 1964, in occasione del giubileo dell'ottocentesimo anno della chiesa.

#### Spazio centrale
La navata centrale è separata da quelle laterali da una serie di colonne e pilastri a dimensioni alterne (1-2-1) con archi. Si alternano pilastri ottagonali, quadrati e semicircolari. Un pilastro è decorato con figure in rilievo. Un altro aspetto rilevante è la diversità dei capitelli. Le ex navate con volta piatta in legno furono dotate di volte in muratura, le navate laterali nel XIV secolo di volte a crociera, la navata centrale tardogotica (XV secolo) di una volta a nido poggiante su console. Tutto ciò risulta tra le architetture più belle della Stiria. Ogni chiave di volta espone stemmi.

## Arredamento

### Crociere romaniche

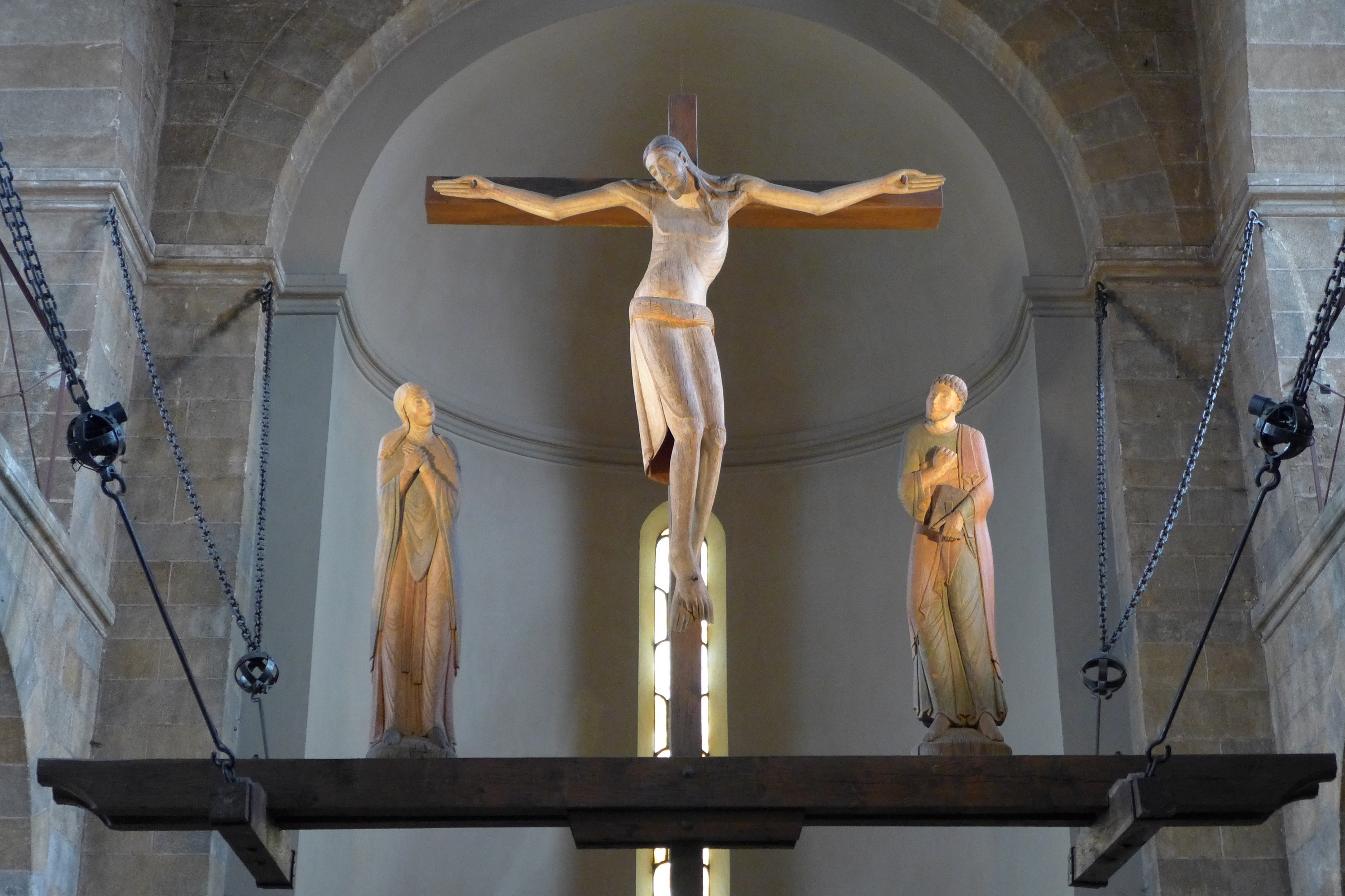
Crociera romanica del 1964 di Clemens Holzmeister, della rinnovata zona dell'altar maggiore della basilica

La crociera romanica a Seckau appartiene ai pochi Jubé dell'Austria. Le tre figure rappresentano Gesù crocifisso (figura centrale) e ai suoi lati Maria e San Giovanni. Originariamente le figure si trovavano nello Jubé, che a Seckau era situato nei pressi del centro della chiesa. L'attuale posizione risale al 1200 e le tre figure alla metà del 1200.
Dopo il 1200 fu realizzata la Croce di Seckau e sostituì per motivi ignoti la prima croce. Prima la figura centrale era il Crocifisso di Gaal, oggi conservato nel Museo del Tirolo a Innsbruck.
La nuova figura è del tipo "a tre chiodi". Cristo è solo più tenuto in croce da tre chiodi, l'impressione di dolore e fugacità viene accentuata dalla forte espressione della forma a S del corpo. Il viso, nella sua nobiltà, libero da emergente esposizione e l'assenza di ferite dipinte sottolineano la speranza della risurrezione.

### Mausoleo degli Asburgo

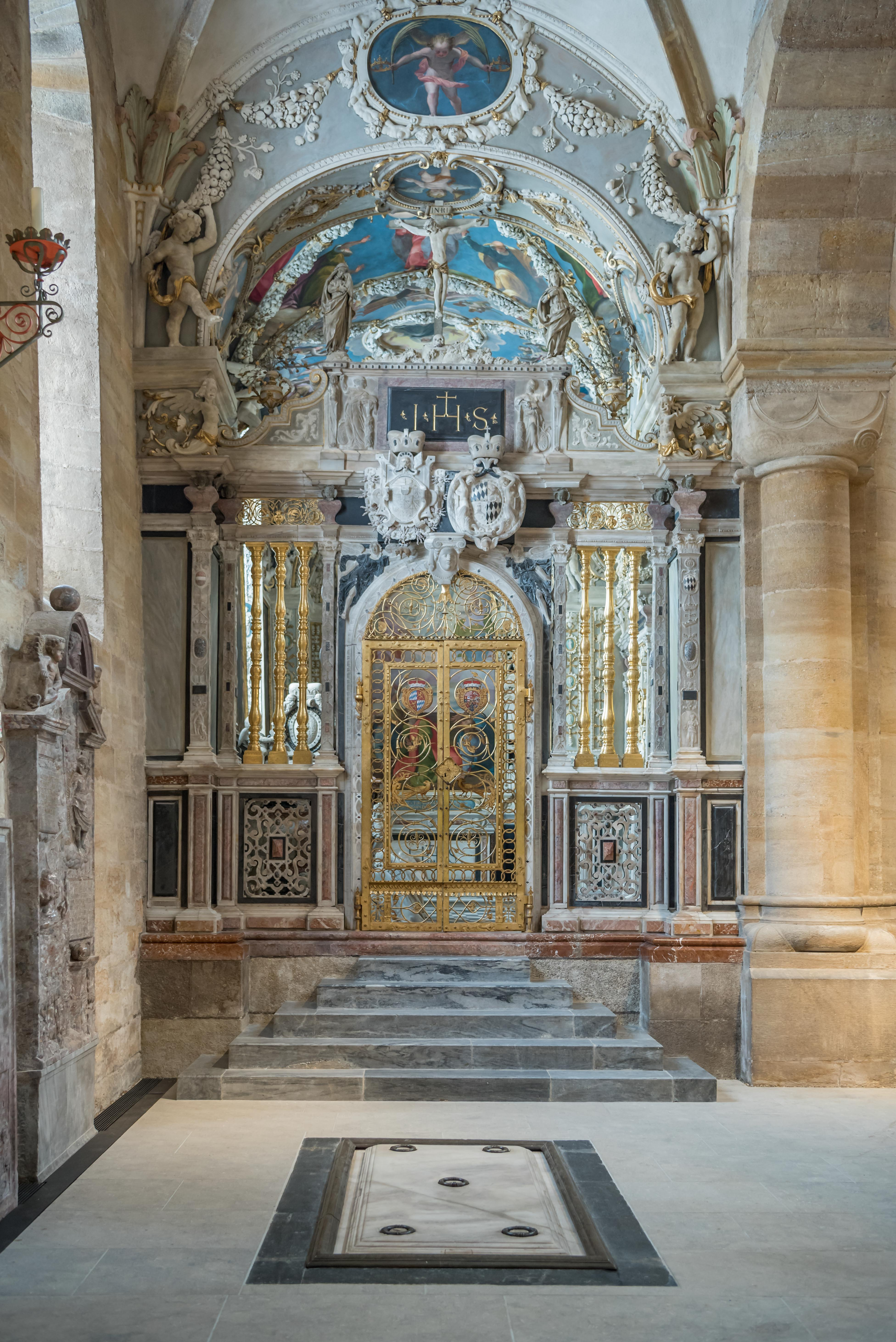
Ingresso al Mausoleo degli Asburgo con l'accesso dal pavimento alla cripta.

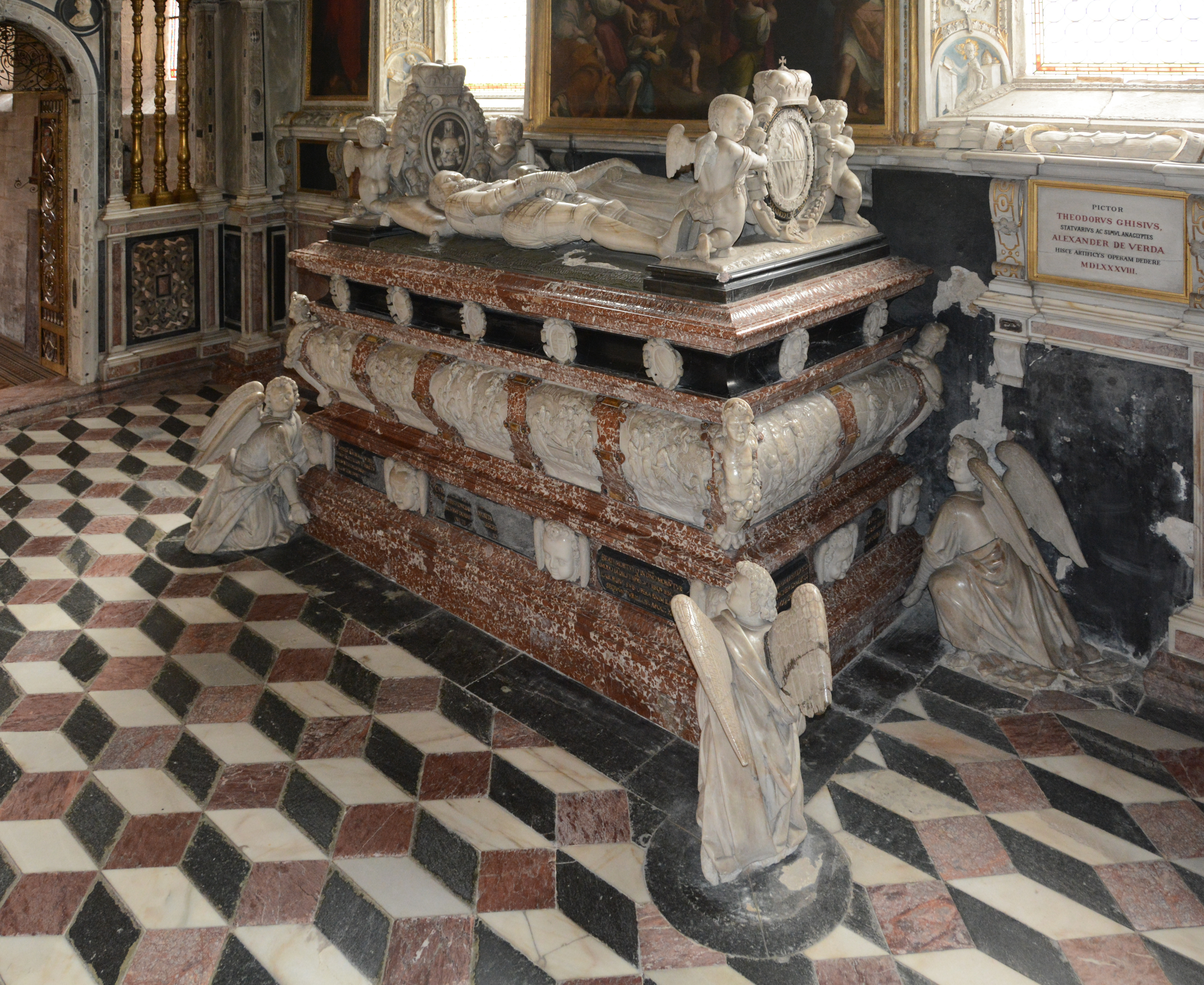
Mausoleo degli Asburgo, cenotafio

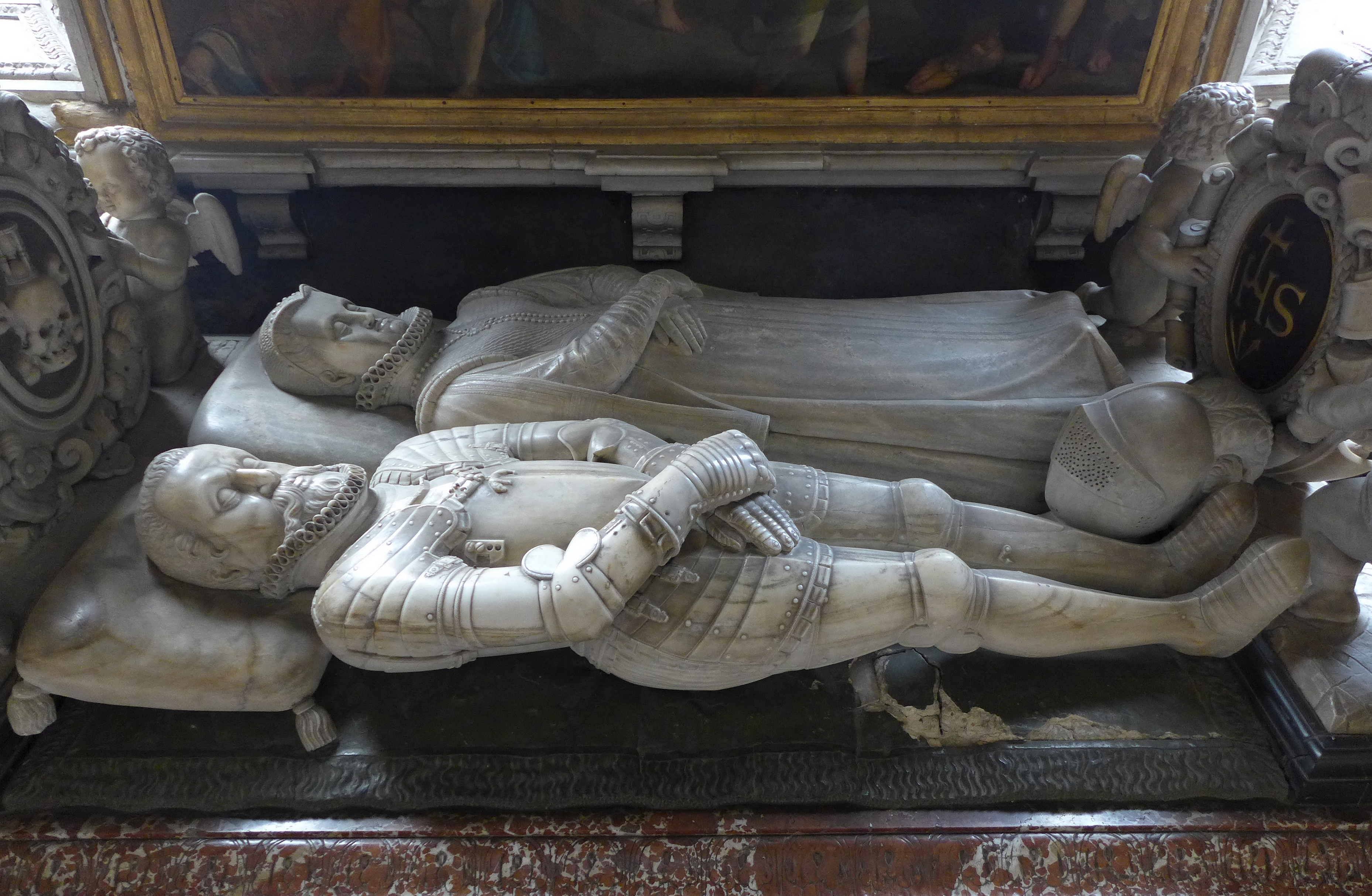
Figure giacenti dell'arciduca Carlo II e della sua consorte, arciduchessa Maria Anna di Baviera sul cenotafio

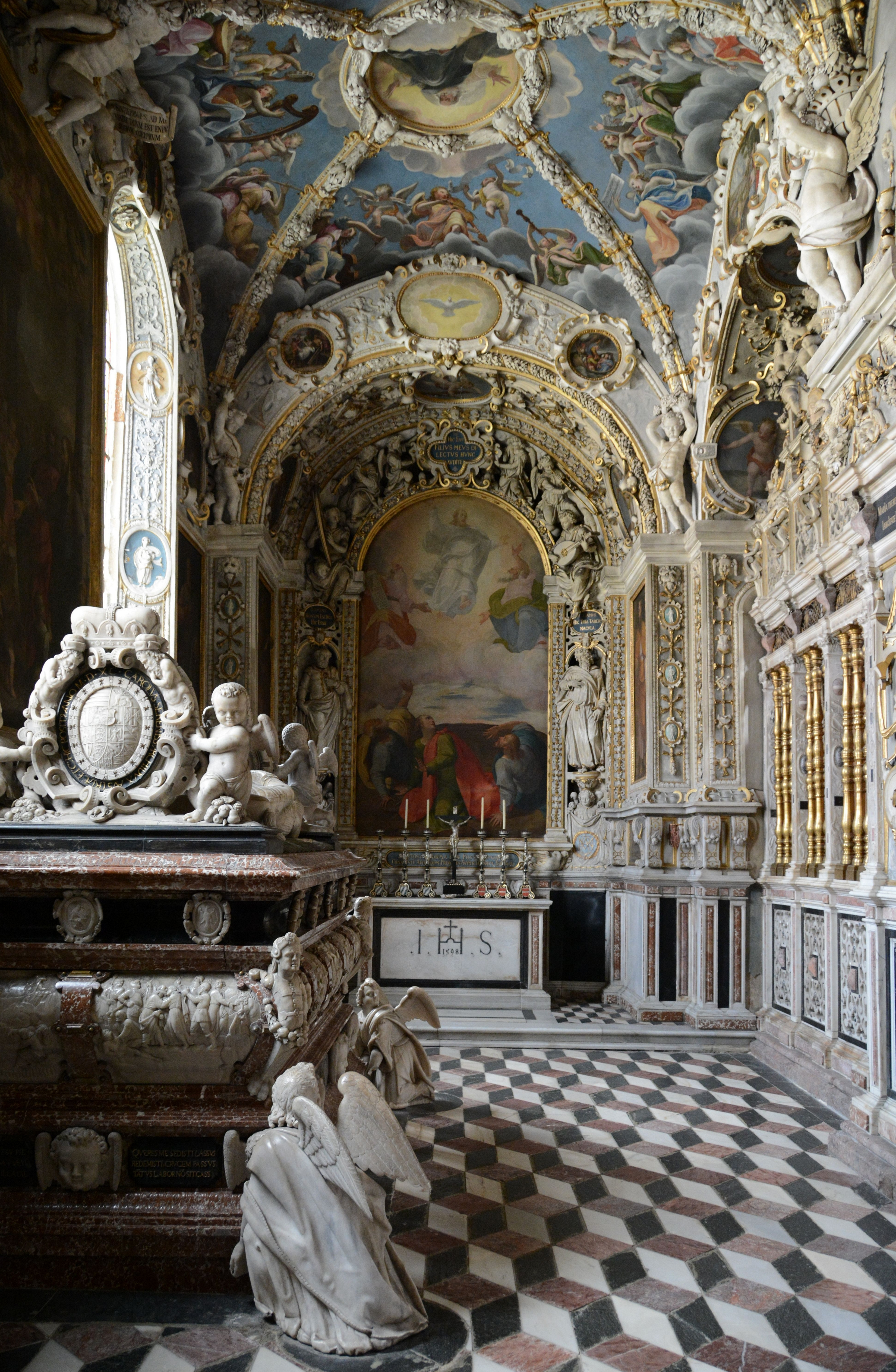
Mausoleo degli Asburgo, vista dell'altare

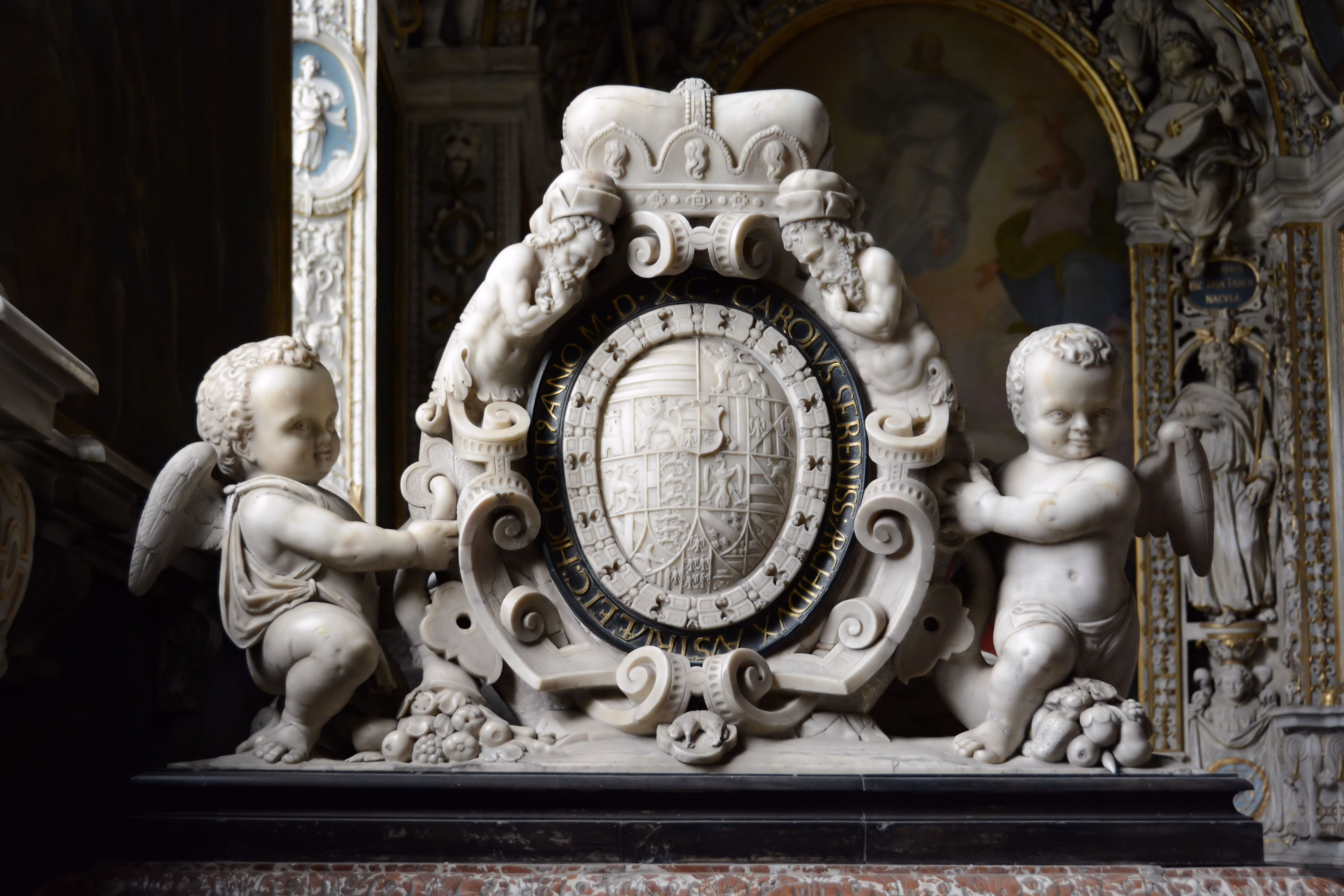
Putti sul cenotafio che tengono lo stemma di Carlo II, fronte (vista dall'ingresso)

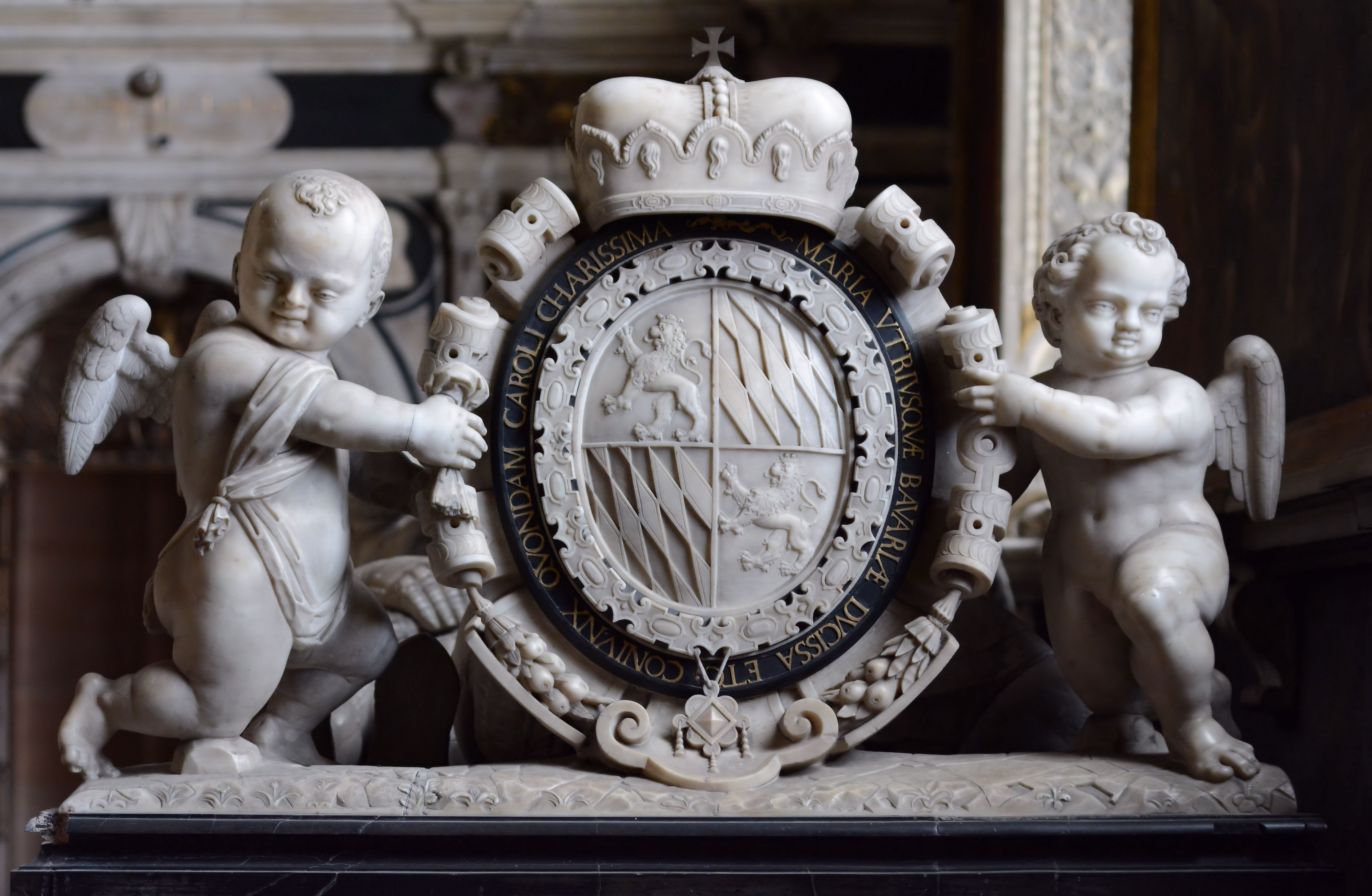
Putti sul cenotafio che tengono lo stemma dei Wittelsbach, parte posteriore

Il Mausoleo, uno spazio nella basilica, è dedicato al ricordo di Carlo II d'Austria. I suoi resti mortali non si trovano nel cenotafio, ma nella cripta posteriore, accanto ad altri otto membri della famiglia degli Asburgo.
Il Mausoleo è considerato un capolavoro del primo barocco della corte di Graz. Esso, insieme al Mausoleo di Ehrenhausen e a quello di Ferdinando II a Graz, risulta uno dei tre grandi mausolei dei tempi della Controriforma nella Stiria.
Il monumento commemorativo è inserito in due dei gioghi anteriori della navata laterale sinistra. Esso fu costruito tra il 1587 e il 1611/12 da artisti dell'Italia settentrionale. Dal 1592 al 1597 la costruzione fu diretta da Alessandro de Verda. Sebastiano Carlone il Vecchio terminò il Mausoleo tra il 1597 e il 1611/12. Un particolare effetto ottengono i marmi bianchi, esso è dominato da altri colori, bronzo dorato, ferro battuto, stucco e pittura.
Carlo II giace in una bara di stagno realizzata da Ulrich Perner. Esso fu inumato nella cripta il 31 ottobre 1590.
Lo spazio si trova cinque gradini sopra lo spazio della chiesa ed è separato da questa da una cosiddetta "architettura incrociata". Quest'ultima consiste in una zona dello zoccolo, parti in marmo traforato e snelli pilastri in marmo con piccole figure in rilievo, tra le quali sono integrate colonne in ottone. L'ingresso è dotato di uno stemma e di un gruppo di crocifissione.
Il ferro battuto dorato (1604) è opera di Sebastian Schreinlechner. Nella volta a crociera vi è uno stucco del 1605/06 di Sebastiano Carlone.
Nella zona delle volte vi sono dipinti a parete con diversi motivi. La tavola dell'altare è datata 1598. Vi sono inoltre alcuni dipinti. Il pavimento è costituito da marmi di diversi colori. Il cenotafio marmoreo di De Verda, la costruzione in memoria degli arciduchi, si trova alla parete della finestra.
Un'energica figura di giacente rappresentante Carlo II e un giacente rappresentante la consorte, l'arciduchessa Anna Maria di Baviera, si trovano sopra. Quattro angeli "tengono" il cenotafio con le loro mani. Alla parete frontale sono attaccati stemmi di Carlo II e dei Wittelsbach "tenuti" da putti.

#### Persone ivi inumate
| Nome                  | Nascita          | Morte                | Inumato         | Note                                                           |
| --------------------- | ---------------- | -------------------- | --------------- | -------------------------------------------------------------- |
| Ferdinando            | 15 luglio 1572   | 3 luglio 1572        | 1 agosto 1572   | Figlio di Carlo II e di Maria Anna                             |
| Carlo                 | 17 luglio 1579   | 7 (o 17) maggio 1580 | 10 luglio 1580  | Figlio di Carlo II e Maria Anna                                |
| Elisabetta            | 13 marzo 1577    | 29 gennaio 1586      | ??              | Figlia di Carlo II e di Maria Anna                             |
| Carlo II              | 3 giugno 1540    | 10 luglio 1590       | 31 ottobre 1590 | Arciduca d'Austria                                             |
| Caterina Renata       | 4 gennaio 1576   | 29 giugno 1595       | 29 giugno 1595  | Figlia di Carlo II. e Maria Anna                               |
| Gregoria Massimiliana | 1581             | 1597                 | ??              | Figlia di Carlo II e di Maria Anna                             |
| Massimiliano Ernesto  | 17 novembre 1583 | 18 febbraio 1616     | ??              | Figlio di Carlo II. e Maria Anna                               |
| Cristina              | 1601             | 1601                 | ??              | Figlia di Ferdinando II                                        |
| Carlo                 | 25. maggio 1603  | 25. maggio 1603      | 2. maggio 1604  | Figlio di Ferdinando II, qui sepolto un anno dopo la sua morte |

### Cappella della torre sud

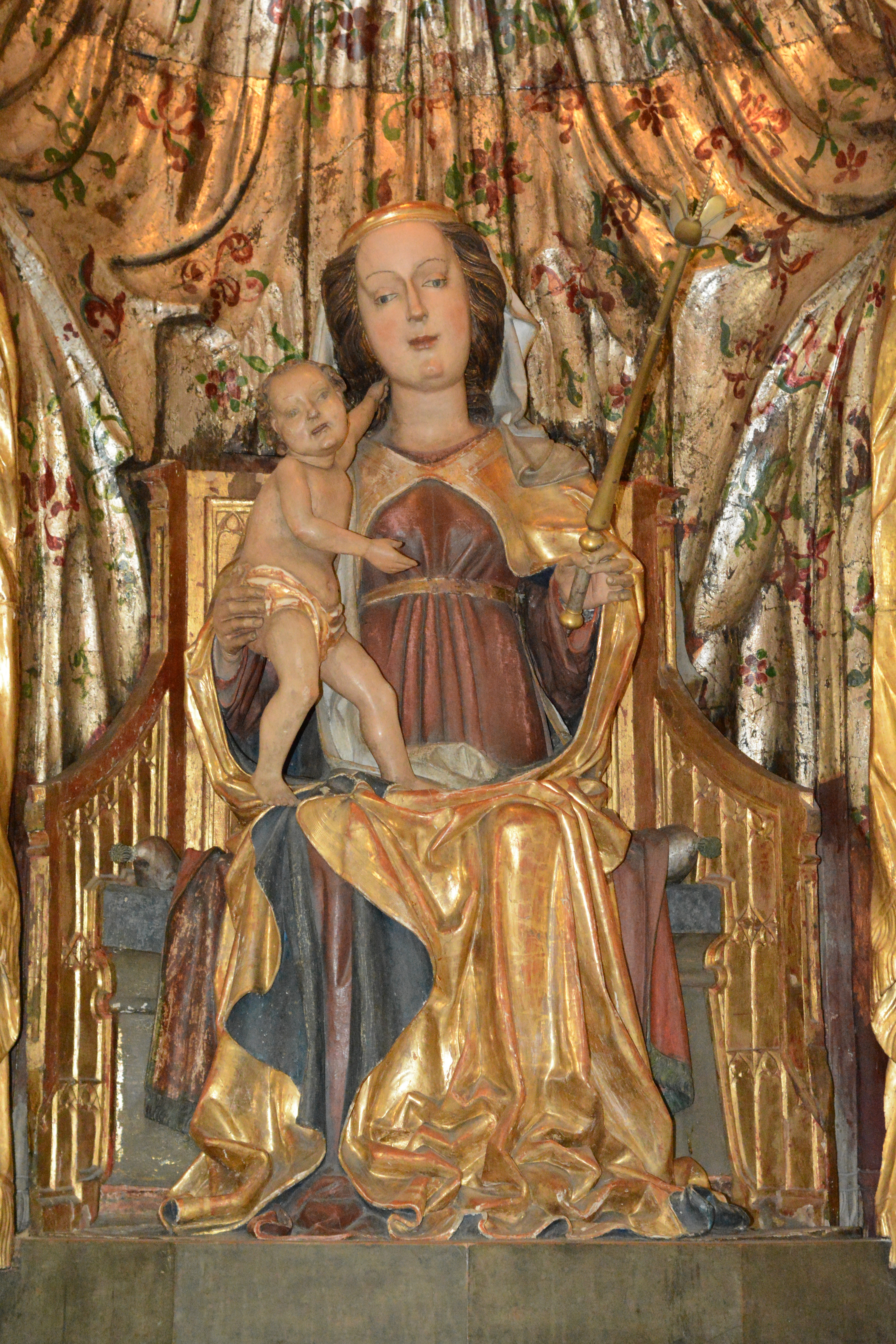
Cappella della torre sud: Altare del sacrificio di Maria, madre di Dio con il Bambino (1488)

La cappella della torre sud è stata eretta nella facciata sud della torre. Essa ha una volta a crociera e dal 1950 contiene la parte non danneggiata dalla guerra della Presentazione della Beata Vergine Maria, che originariamente stava nella navata centrale della basilica. Vicino vi è una mensa in pietra con traforo, monogramma di Maria e striscioni di Steinmetz Markus Male, datati 1486. Sulla mensa vi è una statua in legno di grandezza superiore al naturale rappresentante la Madre di Dio con il Bambino, datata (sul retro) 1488.
Il baldacchino barocco scolpito risale alla prima metà del XVIII secolo.